# Friesch Dagblad
Het Friesch Dagblad is een Nederlands protestants-christelijk dagblad dat in Friesland, het Groningse Westerkwartier en de Noordoostpolder verschijnt. Het dagblad verschijnt van maandag tot en met zaterdag en was tot 2013 de enige zelfstandige regionale krant van Nederland.

## Geschiedenis
De eerste krant kwam in 1903 van de drukpers. De krant was gericht op de gereformeerde, antirevolutionaire zuil, net als in die tijd De Standaard en na de oorlog Trouw. Het Friesch Dagblad heeft dit karakter sterker behouden dan Trouw, al is het lezerspubliek nu breder geworden.
In de Tweede Wereldoorlog verscheen het Friesch Dagblad niet meer vanaf het moment dat kranten in Nederland onder censuur kwamen te staan. Na de oorlog werd de draad weer opgepakt.
Tot 2008 beschikte de krant over een eigen drukpers. Sinds die tijd wordt de krant gedrukt op de persen van NDC mediagroep, de uitgever van de Leeuwarder Courant, het Dagblad van het Noorden en regionale weekbladen. Sinds april 2013 verschijnt het Friesch Dagblad in de ochtend in plaats van in de middag.
Op 1 juli 2013 gaf het Friesch Dagblad de volledige exploitatie in handen van NDC mediagroep. Een dreigend faillissement werd hiermee afgewend. NDC mediagroep had belang bij deze overname, om te voorkomen dat een faillissement van het Friesch Dagblad ook deze uitgeverij zou treffen. Daarnaast is met de overname de pluriformiteit van de Friese journalistiek overeind gebleven.
In 2023 werd de redactie van het Friesch Dagblad meer dan gehalveerd (van 27 naar 11 voltijdbanen), omdat het aantal abonnees verder gedaald was naar ca. 8.000. De redactionele artikelen werden aangevuld met artikelen uit de Leeuwarder Courant en het Dagblad van het Noorden. 
De Friezen verkeren nog steeds in de positie dat lezers kunnen kiezen uit twee regionale dagbladen, het andere regionale dagblad in Friesland is de Leeuwarder Courant, dit in tegenstelling tot de meeste andere provincies in Nederland.

## Profiel
Het Friesch Dagblad is van oudsher een christelijke krant, maar spreekt tegenwoordig een bredere groep lezers aan. De redactie werkt nog steeds vanuit christelijke normen en waarden, maar onderscheidt zich daarnaast door het schrijven van verdiepende en opiniërende artikelen op het gebied van bijvoorbeeld duurzaamheid, economie en regionale ontwikkelingen.
De redactie is volledig onafhankelijk. De krant wordt bestuurd door een vereniging die na de overname door NDC mediagroep eigenaar is gebleven van de titel.

## Medewerkers en oud-medewerkers
| - Ale Algra - Hendrik Algra - Joop Atsma - Bearn Bilker - Pieter Boomsma - Pier Boorsma - Taeke Cnossen - Sytze Faber | - Eric Hoekstra - Hendrik van Houten - Saakje Huisman - Klaas Jansma - Hans de Jong - Klaas de Jong Ozn. - Peter Karstkarel - Jitske Kingma | - Jack Kooistra - Jaap Krol - Tiny Mulder - Harry Oosterman - Klaas Runia - Ype Schaaf - Gert Schutte | - Gerrit Stulp - Jabik Veenbaas - Abe de Vries - Cornelis van der Wal - Jant van der Weg - Henk Wolf - Jaap Zijlstra |

## Oplage
Totaal betaalde gerichte oplage volgens HOI, Instituut voor Media Auditing:
- 1998: 21.140
- 2002: 21.628
- 2003: 20.861
- 2010: 13.409
- 2016: 10.658
- 2017: 10.424[3]

Gemiddeld verspreide oplage van het Friesch Dagblad tussen 2001 en 2017
Cijfers volgens HOI, Instituut voor Media Auditing